# 蘇聯民航3603號班機空難
蘇聯民航3603號班機空難是俄羅斯航空一班的來回克拉斯諾亞爾斯克機場至諾里爾斯克機場定期航班，1981年11月17日，一架圖-154客機墜毀於諾里爾斯克，造成99名乘客死亡。